# Raionul Edineț
Raionul Edineț este o unitate administrativ-teritorială, un raion în nordul Republicii Moldova. Capitala sa este orașul Edineț.

## Geografie

### Soluri
În direcția nord-vestică iese la suprafață complexul de sisturi silurene și gresii dezagregate. Tot aici se găsește un sector compact de șisturi argiloase de culoare brună. De asemenea în apropierea orașului se întîlnesc calcare silicoase.

### Suprafața

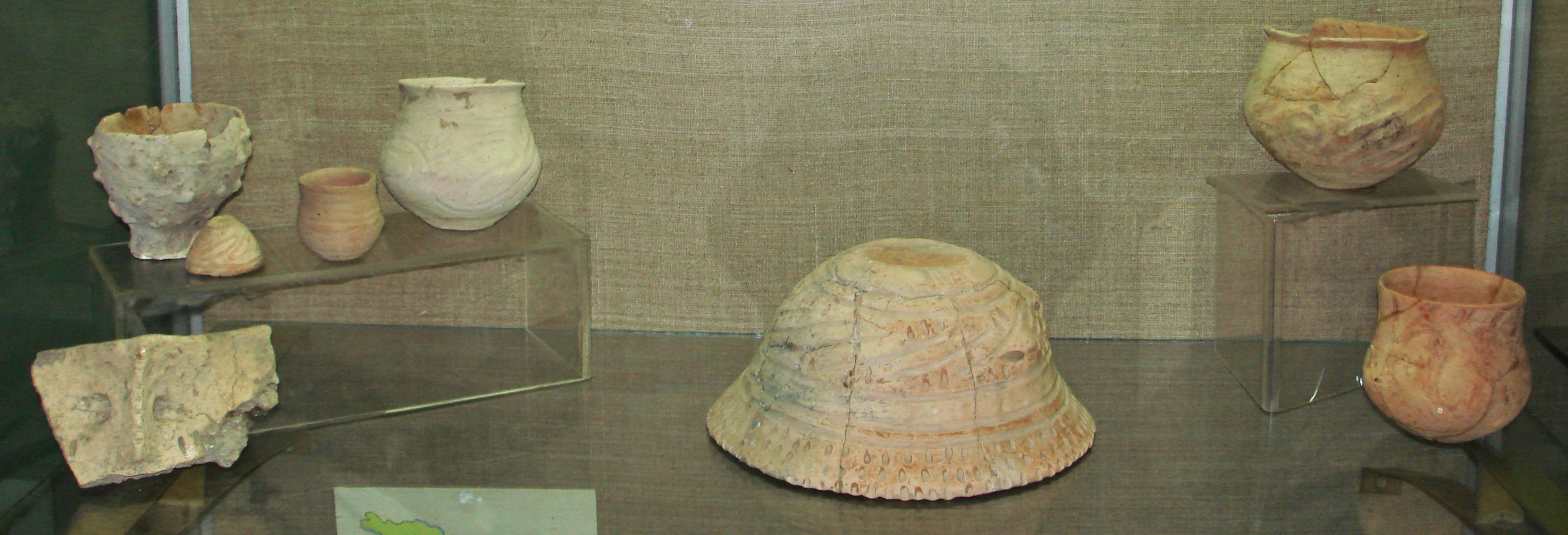
Obiecte descoperite în localitatea Cuconeștii Vechi, Cultura Cucuteni

Suprafața constituie 6.365,9 ha, dintre care:
- teren arabil – 3.604,3 ha;
- livezi și vii – 181,6 ha;
- teren aferent construcțiilor – 597,3 ha;
- suprafața ocupată de drumuri – 130 ha;
- terenurile fondului silvic – 922,5 ha;
- pășuni – 527 ha;
- bazine acvatice – 306,3 ha.

## Demografie

### Statistici vitale
Principalii indicatori demografici, 2013:
- Natalitatea: ▼816 (10,0 la 1.000 locuitori)
- Mortalitatea: ▼1.185 (14,5 la 1.000 locuitori)
- Spor natural: -369

### Structura etnică
| Grup etnic | Populație | % Procentaj |
| ---------- | --------- | ----------- |
| Moldoveni  | 59.195    | 72,73%      |
| Ucraineni  | 16.084    | 19,76%      |
| Ruși       | 5.083     | 6,24%       |
| Țigani     | 499       | 0,61%       |
| Găgăuzi    | 143       | 0,17%       |
| Bulgari    | 91        | 0,11%       |
| Alții      | 294       |             |

### Structura  vârstnică
La 1 ianuarie 2008 populația stabilă a orașului Edineț constituie 20013 persoane, din ei:
- bărbați – 9571;
- femei – 10442;

Persoane sub vîrsta aptă de muncă (pînă la 16 ani) 2141, inclusiv:
- 0-2 ani – 210;
- 3-4 ani – 384;
- 5-6 ani – 455;
- 7-10 ani – 360;
- 11-15 ani – 732.

Persoane în vîrstă aptă de muncă 13270, inclusiv:
- bărbați 16-61 ani – 6100;
- femei 16-56 ani – 7170;

Peste vîrsta aptă de muncă (bărbați 62 ani și mai mult, femei 57 ani și mai mult) – 4602.

## Administrație și politică

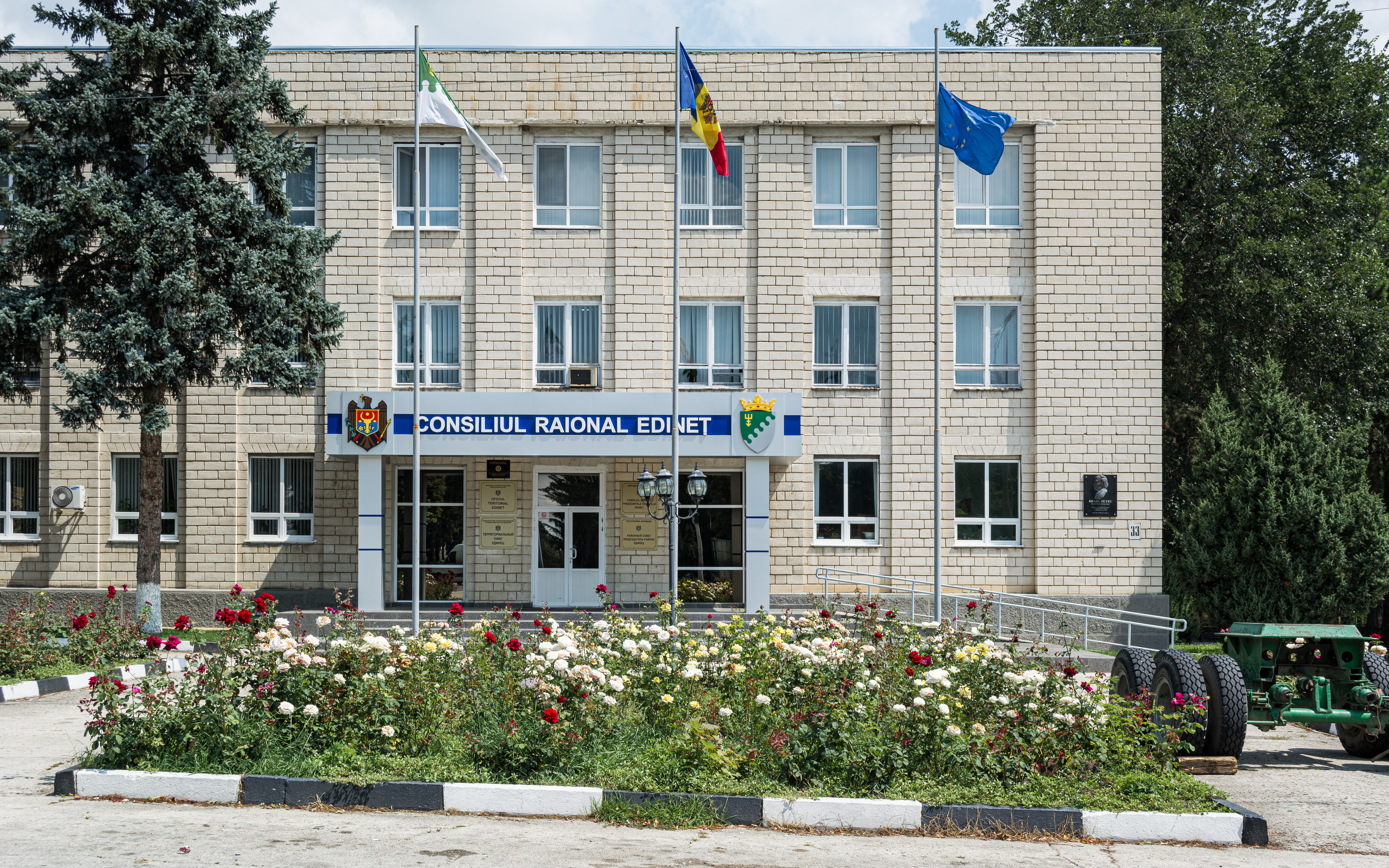
Sediul Consiliului Raional Edineț

Președintele raionului Edineț este Nicolai Melnic (PSRM), reales la 7 decembrie 2023.
Componența Consiliului Raional Edineț (33 de consilieri), ales la 5 noiembrie 2023, este următoarea:
|  | Partid                                        | Consilieri | Componență | Componență | Componență | Componență | Componență | Componență | Componență | Componență | Componență | Componență | Componență | Componență |
|  | --------------------------------------------- | ---------- | ---------- | ---------- | ---------- | ---------- | ---------- | ---------- | ---------- | ---------- | ---------- | ---------- | ---------- | ---------- |
|  | Partidul Socialiștilor din Republica Moldova  | 12         |            |            |            |            |            |            |            |            |            |            |            |            |
|  | Partidul Social Democrat European             | 5          |            |            |            |            |            |            |            |            |            |            |            |            |
|  | Partidul Acțiune și Solidaritate              | 5          |            |            |            |            |            |            |            |            |            |            |            |            |
|  | Liga Orașelor și Comunelor                    | 5          |            |            |            |            |            |            |            |            |            |            |            |            |
|  | Partidul Liberal Democrat din Moldova         | 2          |            |            |            |            |            |            |            |            |            |            |            |            |
|  | Partidul Dezvoltării și Consolidării Moldovei | 1          |            |            |            |            |            |            |            |            |            |            |            |            |
|  | Partidul „Renaștere”                          | 1          |            |            |            |            |            |            |            |            |            |            |            |            |
|  | Partidul Comuniștilor din Republica Moldova   | 1          |            |            |            |            |            |            |            |            |            |            |            |            |
|  | Alexandru Tureac (independent)                | 1          |            |            |            |            |            |            |            |            |            |            |            |            |

## Diviziuni administrative
Raionul Edineț are 49 localități: 2 orașe, 30 comune și 17 sate.

## Atracții turistice

### Defileul Fetești

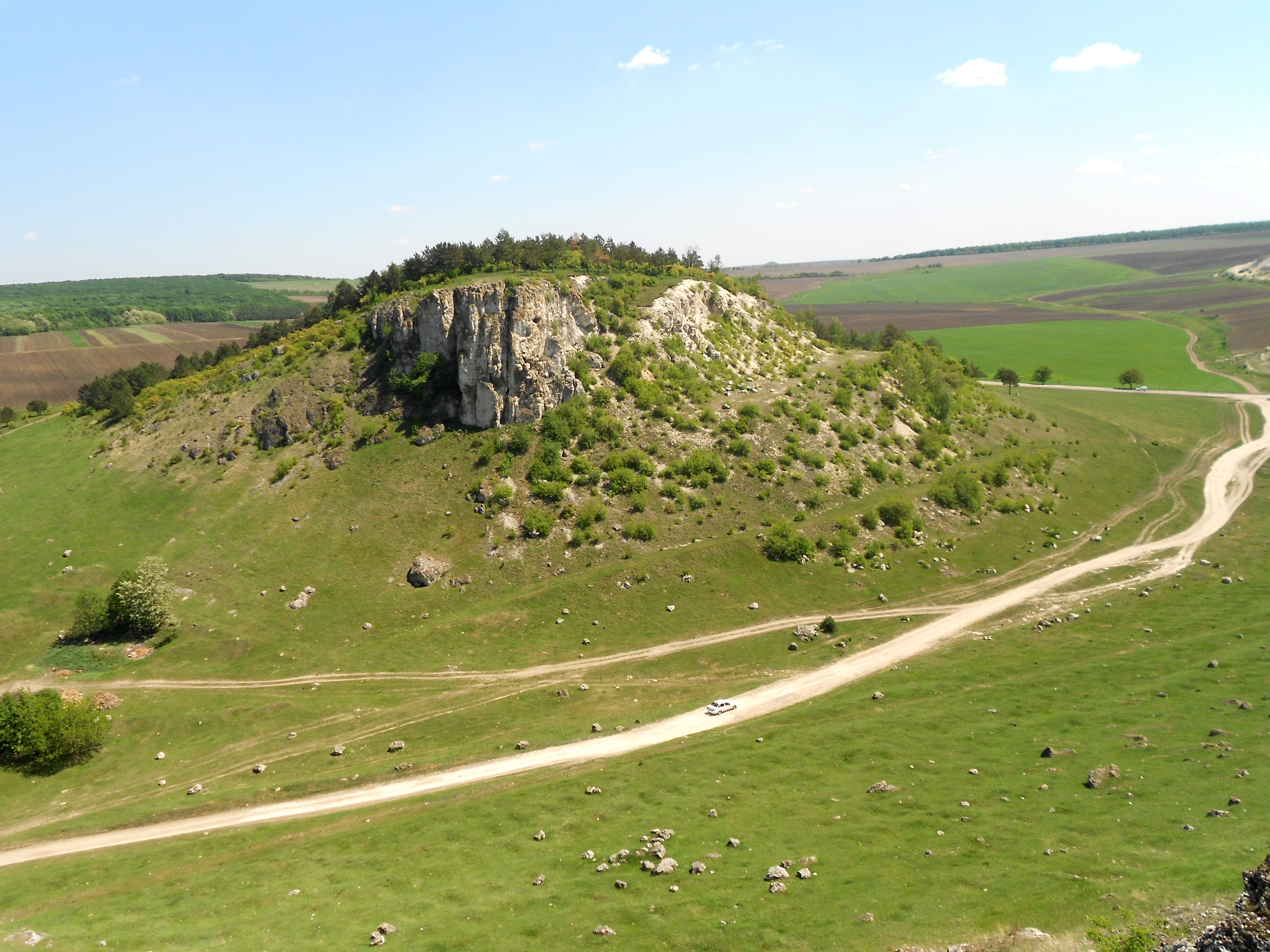
Stâncă calcaroasă în preajma satului Fetești

Rezervația include masivul de pădure Fetești, împrejurările lui cu vegetație ierboasa și defileul râulețului Draghiște (provine de la drag, dragoste). Defileul are o lățime de 250 m, maluri abrupte, înalte. În partea superioară a rezervației s-a păstrat un sector de dumbravă semiaridă de Quercus pubescens. La sud, în râpă, această dumbravă se mărginește cu o pădure de stejar, la vest - cu o pădure de stejar fără carpen, iar la nord se întind terenuri agricole.
Aici vegetează 160 de specii de plante ierboase. 15 specii de plante sunt rare (Rhamnus tinctoria, Cotoneaster meanocarpa, Amygdalus nana, Schivereckia podolica, Poa podolica, Dictamnus gymnistylis, Saxifraga tridactylites, Aurinia saxatilis, Asperula tinctoria, Asplenium ruta-muraria, A.trichomanes, Cystopteris fragilis, Adonis vernalis, Helichrysum arenarium, Fritillaria montana).

### Grotele Brânzeni
Privită de la est spre vest, sau de la nord spre sud, comuna Brânzeni pare desprinsa dintr-un peisaj montan. Încercuită din toate părțile de recifi cu înălțimea de peste 210 m, localitatea Brânzeni are o moșie cu un patrimoniu natural și antropic deosebit. Ecologiștii si calatorii sunt frapați de măreția monumentelor naturii, savanții și arheologii considera Brânzenii un adevărat paradis arheologic, paleontologii vin încoace ca în cea mai bogată bibliotecă a unor evuri dispărute milioane de ani în urmă. Râul Racovăț șerpuiește printre recifi speriat de îndrăzneala sa de pe timpuri, când a spart blocurile de piatra și și-a croit albia prin locuri atât de impresionante. Din toata moșia satului Brânzeni sub ocrotirea statului s-au luat 200 de ha. Grota de la Brânzeni prezintă o nișă în stratul de calcar adâncă de 9 m, lungă de 18 m și înaltă de 4 m, situată la 62 m înălțime față de nivelul apei r. Racovăț. Sunt studiate 3 straturi de cultură care aparțin paleoliticului târziu și mezoliticului. Obiectele de cremene găsite numără peste 8000 de unități.

### Rezervația peisagistică "Zăbriceni"
Are o suprafață de 607,4 ha și face parte din Ocolul Silvic Edineț, Zăbriceni, cu parcelele 87-97, ce aparțin de Întreprinderea Silvică de Stat Edineț, Este amplasată la nord-vest de s. Onești, între altitudinile de 210-270 m.  Are un relief de podiș, secționat de vălcele cu versanți acoperiți de gorunete.Diversitatea specifică este tradițională pădurilor de gorun cu carpen,subdominanți fiind teiul argintiu și frasinul înalt, iar înșoțitori-jugastrul, salcia căprească, arțarul. Rezervația prezintă interes turistic pentru oamenii de știință, în special pentru botaniști și zoologi.

### La Castel
Este rezervația peisagistică ocrotită de stat care se înscrie de minune în complexul natural Gordinești – Buzdugeni - Brânzeni.
Suprafața - 746 ha.
Complexul natural Gordinești – Buzdugeni - Brânzeni găzduiește peisajele cele mai impresionante și pitorești din bazinul râului Racovăț și din nord-vestul R. Moldova. Rezervația include lotul de pădure Gordinești, situat în dreapta r. Racovăț și masivul de pădure Stanca, situat în stânga r. Racovăț, o fâșie de 200 m lățime pe parcursul din stânga râului cu vegetație petrofită ierboasă. Adăpostește în arealul ei specii rare și unice de fauna sălbatică și floră (crușinul, crinul de pădure, lăcrimioara, floarea de piatră etc.).
Localnicii au compus mai multe legende și cântece închinate Racovățului și rezervației “La Castel”. Chiar și denumirea “La Castel” este legată de o poveste de dragoste și de un castel care a dispărut în negura vremurilor. În locul castelului și a dragostei fierbinți au rămas să dăinuie peste secole stâncile uriașe, pereții de piatră, care au împrumutat de la timpurile de odinioară forma unor castele medievale sau a unor cetăți dacice.
"Pe una din stâncile greu accesibile, cândva se înalța un castel, unde locuia o frumoasă domniță, ce fusese răpită și ascunsă aici de către iubitul ei, deoarece părinții se împotriveau căsătoriei lor. Întorcându-se de la vânătoare, ceata vesela de prieteni urca spre castel pe poteca abruptă. Dar zadarnice le-au fost încercările. La jumătate de cale, într-o peșteră spațioasă îi aștepta ospățul: mese încărcate cu bucate delicioase și vinuri alese. După masa copioasă, amețiți de licoarea vinului, tinerii nu mai puteau să urce spre castel. Cu timpul, turnurile castelului s-au topit. Dar locurile din împrejurimi, poteca ce duce spre castel, desișul pitoresc al Răcovățului păstrează și astăzi misterioasa denumire "La Castel".

## Cultură
În raionul Edineț activează 45 biblioteci publice teritoriale, care deservesc 17 250 utilizatori activi. La 01 ianuarie 2023, colecția bibliotecilor publice teritoriale din rețea totaliza 436 051 documente.

## Personalități
- Ghenadie Ciobanu (n. 1957, Brătușeni), compozitor, pianist, pedagog, magistru relații internaționale, președinte al Uniunii compozitorilor (1990)
- Ceslav Ciobanu (n. 1951, Hlinaia), economist, traducător și politician moldovean, ministru al privatizării (1997)
- Boris Coroliuc (1930, Hincăuți – 2016), om de știință și profesor sovietic și moldovean, rector al Universității „Alecu Russo” din Bălți (1975-1985)
- Vasile Stroescu (1845, Trinca - 1926) om politic, filantrop și membru de onoare al Academiei Române

## Legături externe
- Consiliul raional Edineț